# Eddy Riva
Pour les articles homonymes, voir Riva.
Eddy Riva (né le 17 avril 1973 à Thionville) est un athlète français, spécialiste de la marche. Il mesure 1,85 m pour 68 kg et son club est le R.E.S.D.A. Vosges (depuis 2000).
Il est sélectionné 21 fois en équipe de France A.
En 2007, il est sélectionné en équipe de France aux Championnats du monde d'athlétisme.

## Palmarès
- 2002 Vice-champion du monde par équipe sur 50 km marche à la coupe du monde de marche athlétique à Turin
- 2003 Championnat du monde d'athlétisme 50 km marche (finale), 11e sur 50 km homme
- 2004 Jeux olympiques 50 km marche (finale), 21e sur 50 km homme
- 2007 Coupe d'Europe de marche : 50 km marche (finale), 11e en 3 h 51 min 34 s sur 50 km seniors
- 2007 Championnat du monde d'athlétisme 50 km marche (finale), 13e sur 50 km homme en 4 h 00 min 44 s